# Родіна (партія, Росія)
«Родіна» (рос. «Родина») — російська національно-консервативна політична партія. Вважається сателітом керівної партії Єдина Росія. З 2003 до 2004 року називалась виборчий блок «Народно-патріотичний союз Батьківщина». З 2006 по 2012 рік була розпущена і знову відновлена 29 вересня 2012 року. Засновником і неофіційним лідером є Дмитро Рогозін. Ідеологія партії поєднує «патріотизм, націоналізм та більшу роль держави в економіці» і характеризується як «ультра-права».
У 2005–6 рр. партія була знята із виборів в кількох областях після скарг на те, що її реклама розпалювала расову ненависть.
На парламентських виборах 2003 року Родіна набрала 9,2 % голосів і отримала на 37 із 450 місць у Державній Думі. Ліберальна журналістка «Нової газети» Ганна Політковська заявила, що Родіна є шовіністичною організацією, «створеною крамлівськими лікарями» аби забрати електорат в поміркованих націоналістів. Гардіан писала, що Родіна «була створена союзниками Володимира Путіна, щоб забрати голоси від комуністичної партії».

## Історія
Партія була створена 14 вересня 2003 року для участі у парламентських виборах в грудні 2003 року.
На початках партія «Родіна» визначала своєю ідеологією поміркований націоналізм, патріотизм, контроль за природними ресурсами, збільшення впливу держави в економіці, підтримку зовнішньополітичної діяльності Росії.
З 2012 року головою партії обрано депутата Державної Думи VI скликання Олексія Журавльова.

## Керівництво
- Олексій Журавльов — голова партії з (2012 — дотепер)
- Олександр Бабаков — голова партії в (2006 рік)
- Дмитро Рогозін — (2003—2004 рік) як співголова «Народно-патріотичного союзу Батьківщина» і з 2004—2006 рік голова партії.
- Сергій Бабурін — (2003—2004 рік) як співголова «Народно-патріотичного союзу Батьківщина»
- Сергій Глазьєв — (2003—2004 рік) як співголова і в 2004 р голова «Народно-патріотичного союзу Батьківщина».

## Зняття з виборів
У 2005 році список партії за рішенням суду був знятий з виборів до Московської міської думи.
25 лютого 2006 року обласний суд зняв «Родіну» з виборів в Курській області.
У лютому 2006 року обласний суд зняв «Родіну» з виборів в Калінінградській області.
У березні 2006 року був знятий регіональний список партії в Ханти-Мансійську.

## Фінансування
«Родіна» не отримує державного фінансування. Членських внесків в партії немає. Динаміка доходів партії за роками:
- 2013 рік — 28,8 млн руб
- 2014 рік — 39,3 млн руб
- 2015 рік — 31,3 млн руб